# توماس كورتيس (ممثل)
توماس كورتيس (بالإنجليزية: Thomas Curtis)‏ هو ممثل أمريكي، ولد في 20 أبريل 1991.

## وصلات خارجية
- توماس كورتيس على موقع IMDb (الإنجليزية)
- توماس كورتيس على موقع قاعدة بيانات الفيلم (الإنجليزية)